# 559521 Sonbird
559521 Sonbird este o planetă minoră (asteroid) din centura de asteroizi. A fost descoperită pe 8 septembrie 2012 la  de  și a fost numită după Sonbird⁠(d). 
Obiectul prezintă o orbită caracterizată de o semiaxă mare de 3,0777112308102 UAi, o excentricitate de 0,093986571403317, o înclinație de 10,803711960855 ° în raport cu ecliptica.